# Natriumcitrat
Natriumcitrat oder Natriumzitrat ist das Natriumsalz der Citronensäure. Es besitzt einen seifigen Geschmack.

## Gewinnung und Darstellung
Natriumcitrat lässt sich durch Neutralisation von Natronlauge mit Citronensäure gewinnen.

## Verwendung
In der organischen Chemie ist Natriumcitrat ein Bestandteil des Benedict-Reagenzes zum Nachweis von reduzierenden Zuckern.
In der Medizin wird Natriumcitrat verwendet, um die Gerinnung von Blutproben zu verhindern (siehe auch Blutplasma, Apherese). Außerdem wird es zur Bestimmung der Blutsenkungsgeschwindigkeit verwendet.
Als Lebensmittelzusatzstoff (E 331) dient es als Säureregulator. Die Lebensmittelindustrie setzt es in zahlreichen Produkten ein:
- Käsesorten,
- Konfitüren,
- Milchpulver,
- Kondensmilch,
- Fette,
- Backwaren,
- Energy Drinks,
- Biermixgetränke,
- Brausepulver,
- Eistee,
- Backpulver,
- Frucht- und Gemüsekonserven,
- und vielen mehr.[5]

Es wird als Schmelzsalz verwendet und kommt außerdem in Waschmitteln als Wasserenthärter zum Einsatz.

### Anhebung des Magensaft-pH

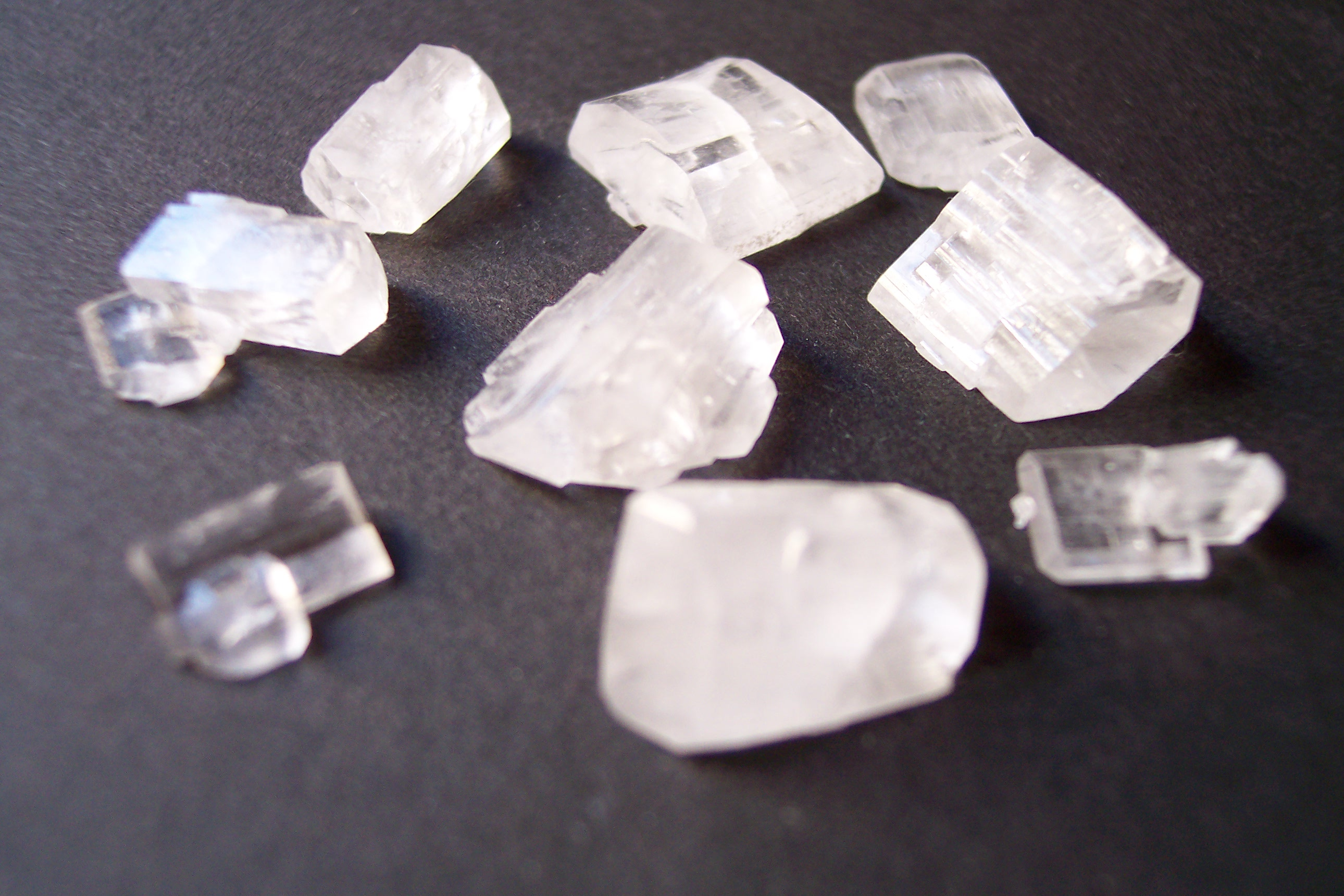
Natriumcitrat-Kristalle

Bei Patienten, die sich einer Vollnarkose unterziehen und bei denen ein erhöhtes Aspirationsrisiko besteht, kann Natriumcitrat vorbeugend eingenommen werden. Durch Hebung des Magensaft-pH wird der Magensaft weniger schädlich, was im Falle eines Übertrittes von Magensaft in die Lunge (Aspiration) von Vorteil ist.
Klassisch wird Natriumcitrat z. B. bei Schwangeren oder Patienten mit Darmverschluss eingesetzt, um die Magensäure zu neutralisieren.

## Verwandte Verbindungen
Neben Natriumcitrat existieren folgende andere Natriumsalze der Citronensäure:
- Mononatriumcitrat
- Dinatriumcitrat